# Liste von Horrorfilmen der 1940er Jahre
Die Liste von Horrorfilmen der 1940er Jahre gibt einen chronologischen Überblick über Produktionen, die im Zeitraum von 1940 bis 1949 in diesem Genre gedreht wurden. Bei der Nutzung ist zu beachten, dass ein Großteil der aufgeführten Filme sich mit artverwandten Genres aus dem Bereich der Phantastik wie Science-Fiction und Fantasy überschneidet, aber auch Kriminalfilm und Komödie. Die Liste erhebt keinen Anspruch auf Vollständigkeit.

## 1940
| Titel                        | Regie                | Produktionsland    |
| ---------------------------- | -------------------- | ------------------ |
| Dr. Zyklop                   | Ernest B. Schoedsack | Vereinigte Staaten |
| Schwarzer Freitag            | Arthur Lubin         | Vereinigte Staaten |
| Son of Ingagi                | Richard C. Kahn      | Vereinigte Staaten |
| Die unsichtbare Frau         | A. Edward Sutherland | Vereinigte Staaten |
| Der Unsichtbare kehrt zurück | Joe May              | Vereinigte Staaten |
| You’ll Find Out              | David Butler         | Vereinigte Staaten |

## 1941
| Titel                                       | Regie          | Produktionsland    |
| ------------------------------------------- | -------------- | ------------------ |
| Arzt und Dämon                              | Victor Fleming | Vereinigte Staaten |
| The Devil Commands                          | Edward Dmytryk | Vereinigte Staaten |
| Herr der Zombies – Insel der lebenden Toten | Jean Yarbrough | Vereinigte Staaten |
| Der Wolfsmensch                             | George Waggner | Vereinigte Staaten |

## 1942
| Titel                     | Regie            | Produktionsland    |
| ------------------------- | ---------------- | ------------------ |
| Frankenstein kehrt wieder | Erle C. Kenton   | Vereinigte Staaten |
| Katzenmenschen            | Jacques Tourneur | Vereinigte Staaten |
| Die Nacht mit dem Teufel  | Marcel Carné     | Vichy-Frankreich   |
| Die Teufelshand           | Maurice Tourneur | Vichy-Frankreich   |

## 1943
| Titel                                 | Regie             | Produktionsland    |
| ------------------------------------- | ----------------- | ------------------ |
| Draculas Sohn                         | Robert Siodmak    | Vereinigte Staaten |
| Frankenstein trifft den Wolfsmenschen | Roy William Neill | Vereinigte Staaten |
| Ich folgte einem Zombie               | Jacques Tourneur  | Vereinigte Staaten |
| Phantom der Oper                      | Arthur Lubin      | Vereinigte Staaten |
| Die Rückkehr der Vampire              | Lew Landers       | Vereinigte Staaten |

## 1944
| Titel                       | Regie                            | Produktionsland    |
| --------------------------- | -------------------------------- | ------------------ |
| The Curse of the Cat People | Robert Wise, Gunther von Fritsch | Vereinigte Staaten |
| Frankensteins Haus          | Erle C. Kenton                   | Vereinigte Staaten |
| The Lady and the Monster    | George Sherman                   | Vereinigte Staaten |
| Der unheimliche Gast        | Lewis Allen                      | Vereinigte Staaten |
| Der Unsichtbare nimmt Rache | Ford Beebe                       | Vereinigte Staaten |
| Voodoo Man                  | William Beaudine                 | Vereinigte Staaten |

## 1945
| Titel                       | Regie                                                             | Produktionsland    |
| --------------------------- | ----------------------------------------------------------------- | ------------------ |
| Das Bildnis des Dorian Gray | Albert Lewin                                                      | Vereinigte Staaten |
| Draculas Haus               | Erle C. Kenton                                                    | Vereinigte Staaten |
| Traum ohne Ende             | Alberto Cavalcanti, Charles Crichton, Basil Dearden, Robert Hamer | Vereinigte Staaten |

## 1946
| Titel                           | Regie           | Produktionsland    |
| ------------------------------- | --------------- | ------------------ |
| Die Bestie mit den fünf Fingern | Robert Florey   | Vereinigte Staaten |
| The Catman of Paris             | Lesley Selander | Vereinigte Staaten |
| The Flying Serpent              | Sam Newfield    | Vereinigte Staaten |
| The Mask of Diijon              | Lew Landers     | Vereinigte Staaten |

## 1947
| Titel          | Regie           | Produktionsland |
| -------------- | --------------- | --------------- |
| Spuk im Schloß | Hans H. Zerlett | Deutschland     |

## 1948
| Titel                                    | Regie                | Produktionsland    |
| ---------------------------------------- | -------------------- | ------------------ |
| Abbott und Costello treffen Frankenstein | Charles Barton       | Vereinigte Staaten |
| Panik um King Kong                       | Ernest B. Schoedsack | Vereinigte Staaten |